# Backbone.js
Backbone.js je aplikační framework pro jazyk JavaScript, který komunikuje skrze RESTful rozhraní a využívá návrhové paradigma model–view–presenter (MVP). Backbone je znám pro čitelný a úsporný kód, sám závisí jen na jedné JavaScriptové knihovně , Underscore.js. Je navržen pro vývoj Single-page webových aplikací a pro živou synchronizaci různých částí aplikace. Backbone vytvořil Jeremy Ashkenas, který je znám tvorbu nástroje CoffeeScript.

## Projekty
Následující webové projekty používají Backbone.js:
- Airbnb [5]
- Art.sy[5]
- Disqus [5]
- Digg [6]
- DocumentCloud [5]
- Delicious [5]
- Foursquare [5]
- Grooveshark [5]
- Groupon [5]
- Hulu [5]
- Khan Academy
- LinkedIn Mobile
- Pandora Radio [5]
- Pinterest
- Rdio [5]
- Sony Entertainment Network
- Soundcloud [5]
- Trello [5]
- USA Today.com [5]
- WordPress.com [5]